# Wesley de Ruiter
Wesley de Ruiter (Leida, 13 gennaio 1986) è un ex calciatore olandese, di ruolo portiere.